# La Luna Sangre
La Luna Sangre est une série télévisée philippine diffusée entre le 19 juin 2017 et le 2 mars 2018 sur l'ABS-CBN.

## Synopsis
La série tourne autour de la prophétie appelée "la luna sangre", qui dit que l'enfant du vampire le plus puissant et le loup choisi mettront fin au mal du vampire marqué de l'encre maudite.

## Distribution

### Acteurs principaux
- Kathryn Bernardo : Malia O. Rodriguez/Emilio "Miyo" Alcantara/Toni
- Daniel Padilla : Tristan S. Toralba
- Richard Gutierrez : Sandrino "Supremo" M. Villalobo/Gilbert Imperial
- Angel Locsin : Lia O. Rodriguez/Jacintha Magsaysay

### Acteurs secondaires
- Albert Martinez : Theodore "Prof. T" Montemayor
- Gelli de Belen : Bettina "Betty" Toralba
- Sylvia Sanchez : Dory Lumakad
- Ina Raymundo : Veruska Arguelles
- Tony Labrusca : Jake Arguelles
- Khalil Ramos : Lemuel Ruiz
- Joross Gamboa : Baristo
- Bryan Santos : Gael
- Lexi Fernandez : Julieta
- Polo Ravales : Eric
- Dino Imperial : Jethro Kabigting
- Sam Pinto : Diana
- Randy Santiago : Noel "Doc" Domingo
- Desiree del Valle : Summer Sison
- Alora Sasam : Winter Sison
- Joan Bugcat : Spring Sison
- Maymay Entrata : Apple Toralba
- Noel Trinidad : Gabriel Toralba
- Debraliz Valasote : Pina Toralba
- Dennis Padilla : Berto Lumakad
- Meryll Soriano : Greta Lumakad
- Hyubs Azarcon : Bogart
- Ahron Villena : Andrew/Omar

## Autres versions
- Lobo (2008)
- Imortal (2010-2011)